# マクトゥーム・ビン・ラーシド・アール・マクトゥーム
マクトゥーム・ビン・ラーシド・アール・マクトゥーム（アラビア語: مكتوم بن راشد آل مكتوم, ラテン文字転写: Maktūm bin Rāshid Āl Maktūm、英語: Maktoum bin Rashid Al Maktoum 1943年 - 2006年1月4日）は、アラブ首長国連邦の政治家。ドバイ首長国のアミール（首長）で、ドバイを含む7つの首長国からなるアラブ首長国連邦の副大統領、首相を務めた。

## 生涯
ドバイ首長ラーシドの長男。1971年にドバイなどイギリスの保護国である6首長国が結成したアラブ首長国連邦の首相に就任し、1979年に父に譲るまで務めた。1990年、父の死によってドバイ首長に即位、再び首相に就任した。
マクトゥーム首長は弟のムハンマド（シェイク・モハメッド）を太子に指名し、政務はもっぱらムハンマドが執った。マクトゥーム在位中のドバイではオイルマネーを基盤に据え、外資を導入した経済開発が強力に押し進められ、その結果、ドバイは湾岸随一の商業都市に成長した。
また競馬の世界でも1994年に弟のムハンマドと共にゴドルフィンを設立、オーナーとして多くの有力馬を所有したことでも知られる。
2006年1月4日、前年末より滞在していたオーストラリアの保養地ゴールドコーストで急死し、ムハンマドが首長位を継いだ。